# Eulachon
De eulachon (Thaleichthys pacificus) is een straalvinnige vis uit de familie van spieringen (Osmeridae) en behoort tot de orde van spieringachtigen (Osmeriformes).

## Kenmerken
Het langgerekte, zilverkleurige lichaam heeft een blauwe of blauwbruine rugzijde. De onderkaak steekt ten opzichte van de bovenkaak iets uit. Deze vis wordt bij een lengte van 15-16 cm geslachtsrijp, is gemiddeld 20 cm lang, maar kan 34 cm worden. Het gewicht bedraagt ongeveer 60 gram. De rugvin heeft 10-13 en de aarsvin 18-23 vinstralen. De hoogst geregistreerde leeftijd is 5 jaar.

## Leefwijze
Deze zeevissen zijn planktoneters, die het voedsel uit het water filteren door middel van hun kieuwzeefborstels.

## Voortplanting
De paai vindt plaats in grote tot middelgrote rivieren. Hierna sterven de meeste dieren.

## Verspreiding en leefgebied
Deze spieringsoort komt voor in de Beringzee en het uiterste noorden van de Grote Oceaan langs de kusten van Azië en Noord-Amerika. Thaleichthys pacificus komt zowel in zoet (om te paaien) als zout water voor. Ook in brak water is de soort waargenomen. De meeste tijd van zijn leven besteedt de vis in zout water. De diepteverspreiding is 0 tot 300 m onder het wateroppervlak.

## Relatie tot de mens
Thaleichthys pacificus is voor de beroepsvisserij van belang, maar niet voor de hengelsport. De vis wordt in de volksmond ook wel 'candlefish' genoemd, omdat deze gevangen dieren zo olierijk zijn, dat ze spontaan kunnen gaan branden. Deze olie werd door de indianen als handelswaar verkocht.